# Told in the Sierras
Told in the Sierras è un cortometraggio muto del 1911 diretto da Francis Boggs.

## Trama
Nei primi giorni della California, le rapine sono all'ordine del giorno.

## Produzione
Il film fu prodotto dalla Selig Polyscope Company.

## Distribuzione
Distribuito dalla General Film Company, il film - un cortometraggio in una bobina - uscì nelle sale cinematografiche statunitensi il 22 giugno 1911.